# Evropské fórum pojistitelů vkladů
Evropské fórum pojistitelů vkladů (EFDI) je mezinárodní nezisková organizace, jejímž cílem je podpora evropské spolupráce a sdílení informací v oblasti regulace pojištění vkladů, odškodnění investorů a krizového managementu (restrukturalizace a likvidace bank).

## EFDI ve zkratce
- Název: Evropské fórum pojistitelů vkladů (EFDI)
- Právní forma: Mezinárodní nezisková organizace podle belgického práva (Association international sans but lucratif – AISBL)
- Založeno: 2002 / 2007 jako belgická AISBL
- Sídlo: Brusel, Belgie
- Předseda: Thierry Dissaux, (Fonds de Garantie des Dépôts et de Résolution (FGDR), Francie)
- Místopředseda: Alex Kuczynski (Financial Services Compensation Scheme, Spojené království)
- Generální tajemník: András Fekete-Gyor
- Členové: 57 systémů pojištění vkladů (DGS) a 13 samostatných systémů pro odškodnění investorů (ICS) celkem ze 48 evropských zemí.

## O EFDI
EFDI bylo založeno v roce 2002 ve Vídni 25 zakládajícími evropskými systémy pojištění vkladů. Ti se rozhodli zřídit společnou platformu pro vzájemnou výměnu informací a zkušeností v oblasti pojištění vkladů. V roce 2007 přijalo fórum EFDI, za podpory Evropské komise, právní status mezinárodní neziskové organizace podle belgického práva (Association international sans but lucratif - AISBL) za účelem zjednodušení spolupráce s evropskými institucemi.
Oficiální sídlo organizace je v Bruselu (B-1000 Brusel, 4 Rue De La Presse, Belgie). V souladu s článkem 11 Statutu vybírá EFDI roční členské příspěvky od svých členů na základě rozřazení do kategorií (člen ze země EU, člen ze země mimo EU, přidružený člen). Výše příspěvku nesmí překročit 10 000 euro. Tyto finanční prostředky jsou využívány na organizaci každoroční valné hromady a jsou z nich hrazeny provozní náklady, např. údržba a správa webových stránek organizace nebo mzdové náklady personálu organizace (generální tajemník, asistentka).
Sekretariát organizace zajišťuje technickou a administrativní podporu organizaci a je složen z generálního tajemníka a jeho asistentky. Aktuálně se sídlo sekretariátu nachází v Budapešti, v Maďarsku..
K 20. prosinci 2019 mělo EFDI 57 řádných a 13 přidružených členů z celkem 48 zemí Evropy.
EFDI úzce spolupracuje s významnými evropskými i mezinárodními organizacemi, zejména s Evropskou komisí (European Commission, EC), Evropskou centrální bankou (European Central Bank, ECB), Evropským orgánem pro bankovnictví (European Banking Authority, EBA), Světovou bankou (World Bank, WB), Mezinárodním měnovým fondem (International Monetary Fund, IMF), Kulatým stolem evropských finančních služeb (European Financial Services Roundtable, EFSR), Evropskou bankovní federací (European Banking Federation, EBF) a Mezinárodní asociací pojistitelů vkladů (International Association of Deposit Insurers, IADI). EFDI rovněž spolupracuje s vybranými univerzitami.

## Účel EFDI
Hlavním účelem EFDI je přispívat ke stabilitě finančních systémů podporováním evropské a mezinárodní spolupráce v oblastech pojištění vkladů, řešení krizových situací a odškodnění investorů.
Za tímto účelem EFDI poskytuje platformu pro:
-       diskusi a výměnu odborných znalostí a informací v otázkách společného zájmu;
-       zkoumání přeshraniční otázek včetně možností lepší spolupráce mezi členy;
-       zkoumání a rozvoj praktického provádění Směrnice EU o systémech pojištění vkladů.
EFDI nečiní jménem svých členů závazná prohlášení. EFDI může vyjadřovat názory svých členů nebo členů dílčí skupiny, za předpokladu dohody těchto členů. Prohlášení ze strany organizace EFDI nebo její aktivity nejsou nijak na újmu svrchovanosti jejích členů.

## Orgány EFDI
EFDI je řízeno tzv. Radou EFDI (EFDI Board).
Předseda: Thierry Dissaux, (Fonds de Garantie des Dépôts et de Résolution (FGDR), France)
Místopředseda: Alex Kuczynski (Financial Services Compensation Scheme, UK)
Pokladník: Aurelia Mazintiene (Deposit Guarantee Fund, Lotyšsko)
Další členové rady:
- Marija Hrebac (State Agency for Deposit Insurance and Bank Resolution, Chorvatsko)
- Dirk Cupei (The German Private Commercial Banks Compensation Scheme for Depositors and Investors / Depositor Protection Fund, Německo)
- Nikolay Evstratenko (Deposit Insurance Agency, Rusko)
- Harald Podoschek (Einlagensicherung AUSTRIA Ges.m.b.H, Rakousko)
- Alan de Lacy, za přidružené členy - systémy pro odškodnění investorů (Central Bank of Ireland, Irsko)

EFDI je dále složeno z několika tematicky zaměřených  stálých výborů a  pracovních skupin, které napomáhají dosažení cílů EFDI. EFDI zároveň ustanovuje ad hoc pracovní skupiny.  

### Výbor EU (EU Committee)
Hlavním úkolem Výboru EU je reprezentovat zájmy EFDI u evropských autorit, jako je Evropská komise, Evropský parlament, Rada, Evropský orgán pro bankovnictví, ECB, a dalších institucí. Za tímto účelem vydává Výbor prohlášení a reakce na legislativní a regulatorní aktivity EU v oblasti pojištění vkladů. Dále též vydává nezávazné pokyny k výkladu Směrnice EU o systémech pojištění vkladů (tzv. Non-Binding Guidance Papers) či organizuje workshopy k aktuálním otázkám výkladu této směrnice.
V souladu se Statutem EFDI stojí v čele výboru EU výkonná rada EU, jenž má 3-5 členů a jedním z nich je vždy předseda EFDI.

### Pracovní skupina pro přeshraniční spolupráci (Cross Border Working Group)
Tato pracovní skupina je zaměřena na spolupráci systémů pojištění vkladů ze zemí EU při případné přeshraniční výplatě náhrad vkladů, kterou ukládá článek 14 Směrnice EU o systémech pojištění vkladů. Důležitým milníkem v činnosti této pracovní skupiny se stalo sepsání Multilaterální dohody o přeshraniční spolupráci z roku 2016, která slouží jako základ pro spolupráci jednotlivých systémů pojištění vkladů v případě, když by došlo k platební neschopnosti finanční instituce se sídlem v některé ze zemí EU, která má své pobočky i v jiných zemích EU. Multilaterální dohoda plně odpovídá Obecným pokynům Evropského orgánu pro bankovnictví, které stanoví minimální požadavky na obsah vzájemných dohod o spolupráci mezi systémy pojištění vkladů. K 30. září 2019 k této dohodě přistoupilo 30 systémů pojištění vkladů napříč celou Evropskou unií. Český systém pojištění vkladů (tj. Garanční systém finančního trhu) přistoupil k této dohodě v roce 2016.

### Výbor pro PR (PR and Communication Committee)
Výbor pro PR je platformou pro diskuzi a výměnu zkušeností v oblasti PR a komunikace krizových situací. Výbor se zabývá rovněž zvyšováním informovanosti veřejnosti o systémech pojištění vkladů v zemích členů EFDI. Výbor je tvořen odborníky na PR a komunikaci z členských organizací EFDI.
Výbor pro PR může také poskytovat rady a asistovat Radě EFDI v záležitostech oblasti PR, pokud je o to požádán.

### Pracovní skupina pro systémy odškodnění investorů (Investor Compensation Schemes Working Group)
Pracovní skupina pro systémy odškodnění investorů (ICS) byla založena za účelem vytváření společných postojů a vydávání prohlášení EFDI o legislativních záměrech Evropské unie v oblasti odškodnění investorů.
Kromě samostatných systémů pro odškodnění investorů jsou jejími členy též systémy, které zahrnují jak systém pojištění vkladů, tak systém odškodnění investorů.

### Výzkumný výbor (Research Committee)
Výzkumný výbor analyzuje specifické otázky spojené s pojištěním vkladů s cílem vytvořit společné postoje a předložit doporučení a postupy pro mezinárodní regulační autority a další zúčastněné strany. Současně také podporuje práci ostatních pracovních skupin EFDI tím, že poskytuje data, reporty, přehledy apod.

### Ostatní pracovní skupiny
Další pracovní skupiny byly založeny v těchto oblastech:
-       Bankovní unie
-       Zátěžové testy předepsané Evropským orgánem pro bankovnictví (EBA)
-       A jiné

## Členství v EFDI
Existují dva typy členství v EFDI: řádné členství a přidružené členství. Mezinárodní organizace mají status pozorovatele. 

### Řádní členové
- Albánie - Albanian Deposits Insurance Agency (ADIA) Archivováno 20. 3. 2016 na Wayback Machine.
- Arménie - Armenian Deposit Guarantee Fund
- Rakousko - Einlagensicherung AUSTRIA Ges.m.b.H
- Rakousko – Sparkassen Haftungs AG
- Ázerbájdžán - Deposit Insurance Fund
- Belgie - Fonds de Garantie
- Bosna a Hercegovina - Deposit Insurance Agency
- Bulharsko - Bulgarian Deposit Insurance Fund (BDIF)
- Chorvatsko - State Agency for Deposit Insurance and Bank Rehabilitation
- Kypr - Deposit Protection Scheme
- Černá Hora – Deposit Protection Fund
- Česká republika - Garanční systém finančního trhu
- Dánsko - The Danish Guarantee Fund for Depositors and Investors managed by the Financial Stability Company
- Estonsko - Guarantee Fund
- Finsko - The Deposit Guarantee Fund
- Francie - Fonds de Garantie des Dépôts et de Résolution– FGDR
- Gibraltar - Gibraltar Financial Services Commission
- Guernsey- Banking Deposit Compensation Scheme
- Německo - Association of German Banks (BDB)
- Německo - Depositor Compensation Scheme of the Association of German Public Sector Banks GmbH
- Německo - German Savings Banks Association
- Německo - National Association of German Cooperative Banks
- Německo - The German Private Commercial Banks Compensation Scheme for Investors[nedostupný zdroj]
- Řecko - Hellenic Deposit and Investment Guarantee Fund (HDIGF)
- Maďarsko - National Deposit Insurance Fund of Hungary (NDIF)
- Island - Icelandic Depositors and Investor Guarantee Fund
- Irsko - Irish Deposit Protection Scheme
- Itálie - Bond Holders Guarantee Fund of Cooperative Credit Banks
- Itálie - Deposit Protection Fund for Co-operative Banks
- Itálie - Interbank Deposit Protection Fund
- Jersey - Chief Ministers Department – Jersey Bank Depositors Compensation Board
- Kosovo - Deposit Insurance Fund of Kosovo (DIFK)
- Lotyšsko - Financial and Capital Market Commission of Latvia
- Lichtenštejnsko - Deposit Guarantee and Investor Compensation Foundation PCC
- Litva - Deposit and Investment Insurance
- Lucembursko – Association pour la garantie des Dépôts Luxembourg (ABBL)
- Lucembursko - Fonds de Garantie des Dépôts Luxembourg (FGDL)
- Makedonie - Deposit Insurance Fund
- Malta – Depositor and Investor Compensation Schemes
- Nizozemsko -  De Nederlandsche Bank
- Norsko - Bank Guarantee Fund
- Ostrov Man – Deposit Guarantee Fund
- Polsko - Bank Guarantee Fund
- Portugalsko - Fundo de Garantia do Credito Agricola Mutuo
- Portugalsko – Deposit Guarantee Fund
- Portugal - Compensation scheme of Portugal
- Rumunsko - Bank Deposit Guarantee Fund
- Rusko - Deposit Insurance Agency
- San Marino - Central Bank of San Marino
- Slovensko - Deposit Protection Fund
- Slovinsko - Banka Slovenije – Deposit Guarantee Scheme
- Spojené království - Financial Services Compensation Scheme (FSCS)
- Srbsko - Deposit Insurance Agency
- Španělsko – Deposit Guarantee Fund of Credit Institutions
- Švédsko – National Debt Office
- Švýcarsko - Deposit Protection of Swiss Banks and Securities Dealers (esisuisse)
- Turecko - Savings Deposit Insurance Fund
- Ukrajina - Bank Deposit Guarantee Fund

### Přidružení členové
- Bulharsko - Investor Compensation Fund
- Chorvatsko - Central Depository & Clearing Company Inc.
- Česká republika - Garanční fond obchodníků s cennými papíry
- Finsko - Investors´ Compensation Fund
- Maďarsko - Investor Protection Fund
- Německo – Audition Banking Association
- Irsko - The Investor Compensation Company Limited
- Itálie - National Guarantee Fund
- Kyper – Investors Compensation Fundo of Clients of Investment Firms
- Norsko - Norwegian Investor Compensation Scheme
- Polsko – Central Securities Depository
- Rumunsko - Investor Compensation Fund
- Turecko - Turkish Investors Compensation Centre

### Pozorovatelé
- Banka pro mezinárodní platby (Bank of International Settlements)
- Evropský orgán pro bankovnictví (European Banking Authority)
- Kulatý stůl evropských finančních služeb (EFR - European Financial Services Round Table)
- Evropská banka pro obnovu a rozvoj (European Bank for Reconstruction and Development)
- Evropská bankovní federace (European Banking Federation Archivováno 29. 1. 2015 na Wayback Machine.)
- Evropská centrální banka (European Central Bank)
- Evropská komise (European Commission)
- Mezinárodní asociace pojistitelů vkladů (International Association of Deposit Insurers)
- Mezinárodní měnový fond (International Monetary Fund)
- Světová banka (World Bank)
- Světový institut spořitelen (World Savings Banks Institute aisbl)/Skupina evropských spořitelen (European Savings Banks Group aisbl)
- Evropská komise – Společné výzkumné centrum (European Commission - Joint Research Centre) [9]

## Rada EFDI
Předseda: Dirk Cupei (The German Private Commercial Banks Compensation Scheme for Depositors and Investors / Depositor Protection Fund, Německo)
Místopředseda: Patrick Loeb (Esisuisse, Švýcarsko)
Pokladník: Helmut Starnbacher (Österreichische Raiffeisen – Einlagensicherung reg. Gen. mbH, Rakousko)
Další členové rady: 
- Marija Hrebac (State Agency for Deposit Insurance and Bank Resolution, Chorvatsko)
- Francois de Lacoste Lareymondie (Fonds de Garantie des Dépôts et Résolution, Francie)
- Joseph Delhaye (Association Pour La Garantie Des Dépôts, Lucembursko)
- Nikolay Evstratenko (Deposit Insurance Agency, Rusko)